# Svinia
Svinia este o comună slovacă, aflată în districtul Prešov din regiunea Prešov. Localitatea se află la altitudinea de 361 m deasupra n.m., se întinde pe o suprafață de 14,73 km2 și în 2017 număra 2.279 de locuitori.

## Istoric
Localitatea Svinia este atestată documentar din 1249.

## Demografie
| An:                | 1994 | 2004    | 2014    | 2024    |
| ------------------ | ---- | ------- | ------- | ------- |
| Număr de persoane: | 1159 | 1452    | 2086    | 2673    |
| Diferență:         |      | +25,28% | +43,66% | +28,13% |

| An:                | 2023 | 2024   |
| ------------------ | ---- | ------ |
| Număr de persoane: | 2566 | 2673   |
| Diferență:         |      | +4,16% |